# Francesco Antonio Urio
Francesco Antonio Urio O.F.M.Conv. (Milano, 1631/1632 – Milano, 1719) è stato un francescano e compositore italiano dell'età barocca.

## Biografia
Urio nacque a Milano nel 1631 o 1632 e vi morì nel (o dopo) il 1719.
Urio ha ricoperto vari incarichi di maestro di cappella: Cattedrale di Spoleto (1679), Urbino (1681–83), Assisi, Genova, Santi Apostoli a Roma (1690), Frari a Venezia (1697) e a S. Francesco a Milano (1715–1719).
Urio era un membro dell'ordine francescano.

## Eredità
Georg Friedrich Händel riutilizzò il lavoro di Urio, comprese parti del Te Deum, in opere come Saul, Israele in Egitto, L'Allegro, il Penseroso ed il Moderato e il Dettingen Te Deum.

## Opere
Le opere di Urio includono:
- Motetti di concerto a 2, 3, e 4 voci con violini e senza (Op. 1) (Rome, 1690)[1][2]
- Salmi concertati a 3 voci con violini (Op. 2) (Bologna, 1697).[1][2]
- Te Deum (c. 1700). Friedrich Chrysander pubblicò il lavoro in Denkmäler der Tonkunst (Volume V, Bergedorf, vicino ad Amburgo, 1871), e successivamente come Supplemento 2 dell'Händel-Gesellschaft.[2][4]
- Tantum ergo per soprano e basso continuo (Copia nella biblioteca del Royal College of Music, Londra)[5]
- Oratorio Gilard ed Eliada, Milano, Biblioteca Estense, mus.f.1200